# Ambasada Boliwii przy Stolicy Apostolskiej
Ambasada Boliwii przy Stolicy Apostolskiej – misja dyplomatyczna Wielonarodowego Państwa Boliwii przy Stolicy Apostolskiej. Ambasada mieści się w Rzymie, w pobliżu Watykanu.
Ambasador Boliwii przy Stolicy Apostolskiej akredytowany jest również w Republice Greckiej oraz przy Zakonie Kawalerów Maltańskich.

## Historia
Stosunki dyplomatyczne pomiędzy Stolicą Apostolską a Boliwią zostały ustanowione w 1877.